# Kenny Lake
Pour les articles homonymes, voir Kenny.
Kenny Lake est une localité (Census-designated place) d'Alaska, aux États-Unis, située dans la Région de recensement de Valdez-Cordova, dont la population était de 410 habitants en 2000.
Elle est située sur l'Edgerton Highway à 18 km de Willow Creek et à 31 km de Chitina. Elle est une des portes d'entrée au mont Wrangell.
Les températures moyennes vont de −50 °C à 33 °C entre janvier et juillet.
La région a été depuis longtemps occupée par le peuple Ahtna. Actuellement la population vit de l'agriculture et de l'élevage, mais une scierie, et une entreprise de construction y procurent des emplois, ainsi que diverses activités liées au tourisme.

## Démographie
| 1990 | 2000 | 2010 |
| ---- | ---- | ---- |
| 423  | 410  | 355  |